# Zbocze Mariańskie

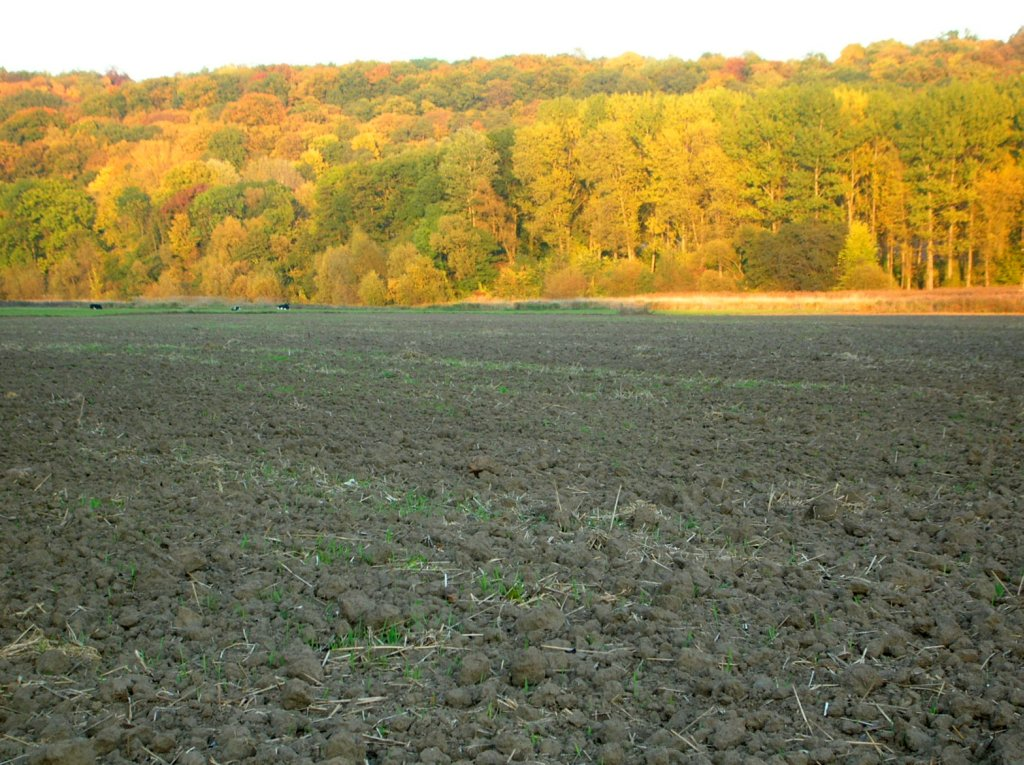
Zbocze w obrębie rezerwatu przyrody Las Mariański

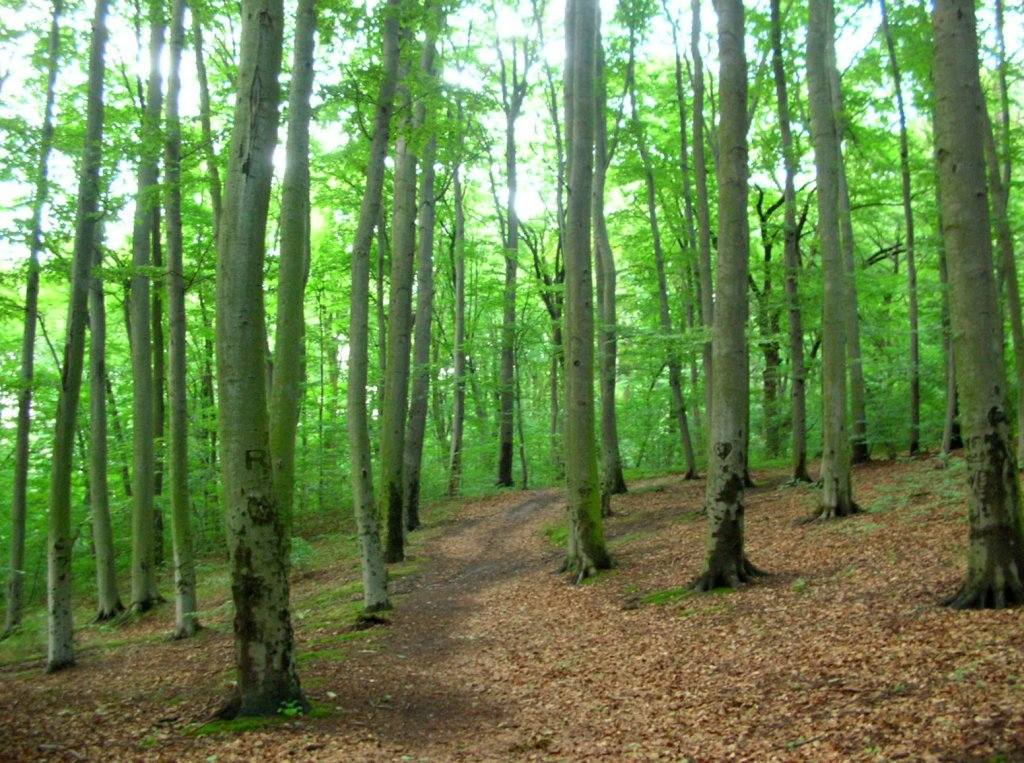
Buczyna na Zboczu Mariańskim

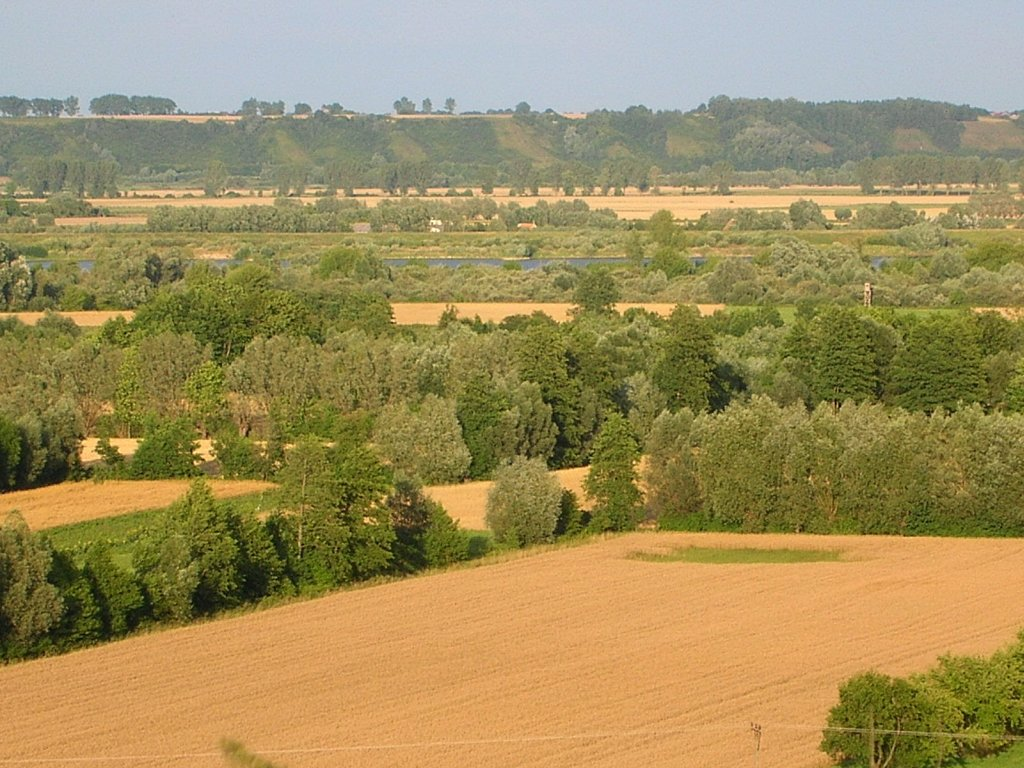
Zbocze w okolicy Płutowa – widok z grodziska „Talerzyk” k. Topolna

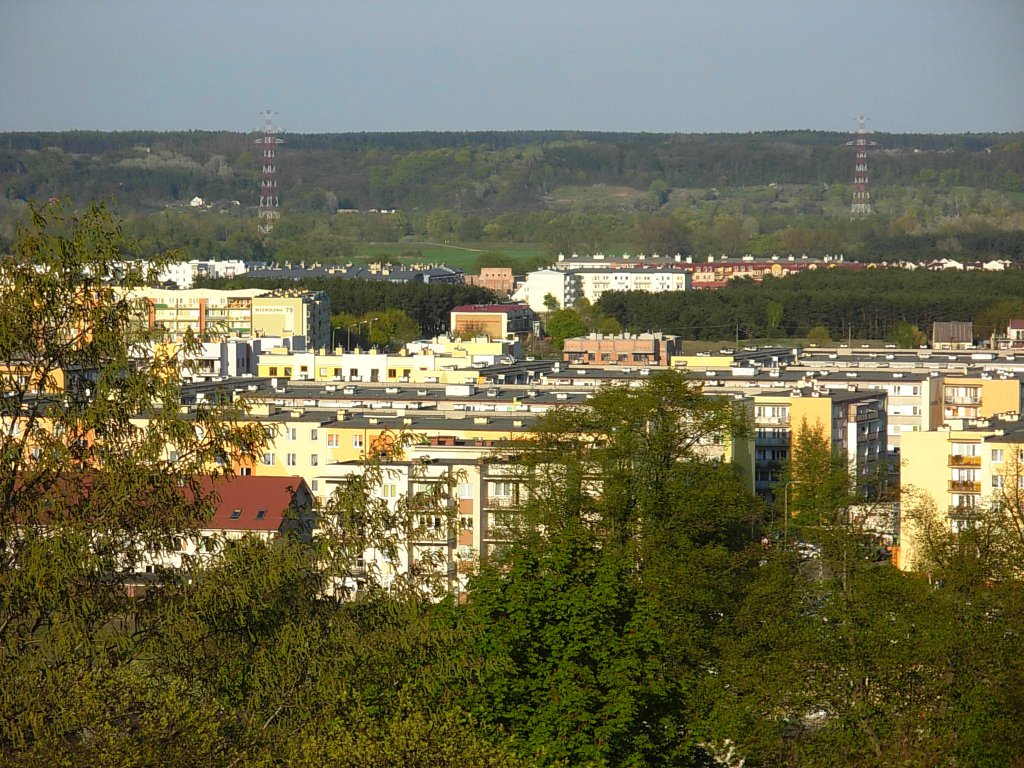
Zbocze Mariańskie jako tło zabudowy Nowego Fordonu w Bydgoszczy

Zbocze Mariańskie – mikroregion fizycznogeograficzny (315.112) w północnej Polsce, w gminie Dąbrowa Chełmińska, stanowiący południowo-zachodnią granicę Pojezierza Chełmińskiego. 
Mikroregion stanowi granicę makroregionów: Pojezierza Chełmińsko-Dobrzyńskiego i Doliny Dolnej Wisły.
Zbocze Mariańskie jest zaliczone do mezoregionu Pojezierza Chełmińskiego ze względu na genezę krajobrazu i wynikające z niego cechy litologiczno-stratygraficzne oraz typy zbiorowisk roślinnych. Jednakże w zakresie powiązań krajobrazowych oddziałuje również na Dolinę Fordońską, z uwagi na to że obejmuje fragment wschodniego zbocza Doliny Dolnej Wisły. Od wschodu graniczy z nim mikroregion Wysoczyzna Wałdowska.

## Lokalizacja
Mikroregion obejmuje wąski pas terenu (do 1 km) we wschodniej strefie zboczowej Doliny Fordońskiej. Wiedzie on na północ od Ostromecka do miejscowości Pień, a następnie w kierunku północno-wschodnim do Gzina i Unisławia. Na odcinku Ostromecko – Pień występuje Fordoński Przełom Wisły.

## Charakterystyka
Zbocze Mariańskie jest regionem zróżnicowanym ekologicznie i krajobrazowo. Jego granice morfologiczne tworzą: krawędź i podnóże wysoczyzny oraz górne odcinki dolinek erozyjnych i wąwozów. Wysokości względne osiągają 55–60 m. Podnóże zbocza stanowi równina akumulacyjna holoceńskiej doliny Wisły położona na wysokości 30 m n.p.m., zaś powyżej górnej krawędzi znajduje się wysoczyzna morenowa Pojezierza Chełmińskiego o średniej wysokości 90 m n.p.m. W strefie zboczowej, pod pokrywą osadów stokowych występują wychodnie pokładów glin morenowych, lokalnie osadów zastoiskowych oraz glacjofluwialnych osadów piaszczysto-żwirowych. W mikroregionie bardzo liczne są źródła, wycieki i strumienie o dużej zmienności sezonowej. Najczęściej wypływy wody obserwuje się u podnóża zbocza. W zboczu na północ od Ostromecka od 1894 r. eksploatowane są ujęcia wody mineralnej „Ostromecka”. Strumienie wykorzystują i przekształcają późnoglacjalną sieć dolinek, z których w części nie obserwuje się obecnie odpływu wody. Występują tu doliny o stromych zboczach i wąskim dnie (wciosy, wąwozy) oraz porozcinane bruzdy i fałdy tworzące wgłębienia o łagodnie nachylonych skrzydłach (niecki, parowy). Utwory te cechują się z reguły dużym spadkiem oraz silnymi procesami denudacyjnymi na zboczach (obrywy, osuwiska, odpadanie). W południowej części zbocza do większych utworów tego typu należą odwadniane dolinki na północ od Ostromecka oraz w rejonie Mozgowiny i Pienia. W rejonie Ostromecka i Pienia zarejestrowano stare jednostki osadnicze (wzmiankowane w XIII w.), zaś w Gzinie gród warowny z czasów kultury łużyckiej (okres halsztacki 650-400 lat p.n.e.).
Mikroregion należy do bardzo zróżnicowanych ekologicznie. Występuje tu duża różnorodność biotopów (od suchych do podmokłych). Zbocze Mariańskie wykazuje podobieństwo morfologiczne do Zbocza Fordońskiego, lecz jest bardziej zalesione. Zachowane lasy to bardzo często grądy typowe lub zboczowe. W dolinkach z odpływem wody występują łęgi olszowo-jesionowe, a w strefach wysięków wodnych zbiorowiska szuwaru trzcinowego wraz z zaroślami osiki i wierzby. Wśród nasadzeń dokonanych przez człowieka spotyka się bory sosnowe oraz buczyny. Na dawnych pastwiskach zachodzą procesy sukcesyjne roślinności naturalnej.
Zbocze Mariańskie stanowi tło panoram widokowych z górnego tarasu bydgoskiej dzielnicy Fordon.

### Ochrona przyrody
Zbocze Mariańskie w całości wchodzi w obręb Zespołu Parków Krajobrazowych Chełmińskiego i Nadwiślańskiego. Znajduje się tu również obszar Natura 2000 pod nazwą Zbocza Płutowskie.
Wysokie walory przyrodnicze potwierdza rezerwat przyrody Las Mariański ze zbiorowiskami grądowymi, borem mieszanym i łęgiem. Poniżej (w obrębie Doliny Wisły) znajduje się rezerwat Wielka Kępa Ostromecka chroniący nadwiślański las łęgowy. W sąsiedztwie mikroregionu rozlokowany jest także szereg innych rezerwatów, które łączy pieszy szlak turystyczny.

### Wartość rekreacyjna
Ze względu na cechy środowiska przyrodniczego oraz jego różnorodność, mikroregion jest wartościowym obszarem rekreacyjnym. Wzdłuż Zbocza przebiega  pieszy szlak turystyczny „Rezerwatów Chełmińskich” Bydgoszcz Fordon – Chełmno (48 km). Podążając nim pieszo lub rowerem można zwiedzić rezerwaty rozlokowane na prawym zboczu Doliny Wisły: 
1. Wielka Kępa Ostromecka (leśny),
2. Las Mariański (leśny),
3. Reptowo (ornitologiczny),
4. Linje (torfowiskowy),
5. Płutowo (leśny),
6. Zbocza Płutowskie (stepowy),
7. Góra Św. Wawrzyńca (stepowy),
8. Ostrów Panieński (leśny),
9. Łęgi na Ostrowiu Panieńskim (leśny).